# 1640 en arts plastiques
| Années des arts plastiques : 1637 - 1638 - 1639 - 1640 - 1641 - 1642 - 1643    |
| Décennies des arts plastiques : 1610 - 1620 - 1630 - 1640 - 1650 - 1660 - 1670 |

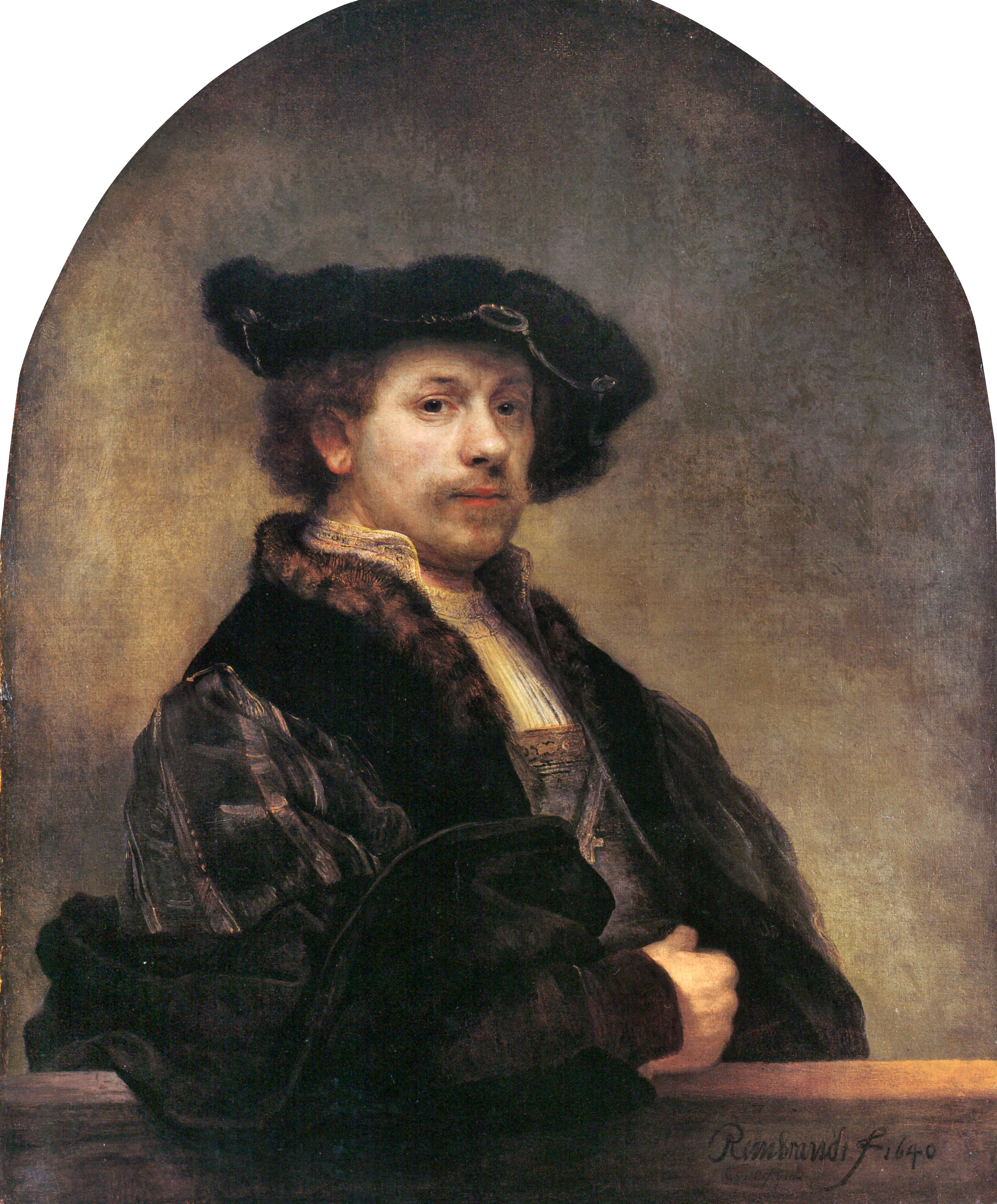
Autoportrait de Rembrandt à l'âge de 34 ans.

Cette page concerne l'année 1640 en arts plastiques.

## Œuvres
- Autoportrait à l'âge de 34 ans, tableau de Rembrandt.
- Autoportrait, huile sur toile de Diego Vélasquez.
- Ménippe, huile sur toile de Diego Vélasquez.
- 1638-1640 : Et in Arcadia ego (deuxième version), huile sur toile de Nicolas Poussin.
- 1639-1640 : Buste du cardinal Guido Bentivoglio, sculpture en marbre (après avoir été attribuée à François Duquesnoy, elle est considérée d'auteur inconnu).

## Naissances
- 20 février : Pierre II Mignard, peintre et architecte français († 1725),
- 9 mars : Jacques d'Agar, peintre portraitiste français († 16 novembre 1715),
- 4 juin : Jean Bérain père, peintre, aquarelliste, dessinateur, graveur, ornemaniste et décorateur de théâtre français († 24 janvier 1711),
- 21 juin : Abraham Mignon, peintre néerlandais († 27 mars 1679),
- 2 août : Gérard Audran, graveur et dessinateur français († 26 juillet 1703),
- 3 octobre : Giuseppe Alberti, peintre italien († 3 février 1716),
- 20 octobre : Pieter Cornelisz van Slingelandt, peintre néerlandais († 7 novembre 1691),
- ? :
  - Filippo Abbiati, peintre italien († 1715),
  - Giovanni Ventura Borghesi, peintre  baroque italien de l'école romaine († 20 mai 1708),
  - Francesco Botti, peintre baroque italien († 1711),
  - François Sicre, peintre français († 14 septembre 1705).
- Vers 1640 :
  - Pedro Ruiz González, peintre baroque espagnol († 1706)

## Décès
- 4 février : Hendrick Cornelisz Vroom,  peintre néerlandais (° vers 1563),
- 30 mai : Pierre Paul Rubens, peintre baroque flamand (° 28 juin 1577),
- 3 juillet : Cavalier d'Arpin, peintre maniériste italien (° février 1568),
- 30 septembre : Jacopo Chimenti, peintre italien (° 30 avril 1551),
- 26 octobre : Pietro Tacca, sculpteur italien (° 16 septembre 1577),
- 22 novembre : Mario Minniti, peintre italien (° 8 décembre 1577),
- 24 décembre : Giovanni Battista Trotti, architecte et peintre italien (° 1555),

 ? :
- Giovanni Mauro della Rovere, peintre italien de l'école lombarde (° 1575).